# Paul John Hallinan

Erzbischofswappen von Paul John Hallinan

Paul John Hallinan (* 8. April 1911 in Painesville, Ohio, USA; † 27. März 1968 in Atlanta, Georgia) war Erzbischof von Atlanta.

## Leben
Paul John Hallinan empfing am 20. Februar 1937 das Sakrament der Priesterweihe.
Am 9. September 1958 ernannte ihn Papst Pius XII. zum Bischof von Charleston. Der Apostolische Delegat in den Vereinigten Staaten, Erzbischof Amleto Giovanni Cicognani, spendete ihm am 28. Oktober desselben Jahres in der Cathedral of Saint John the Baptist in Charleston die Bischofsweihe; Mitkonsekratoren waren der Bischof von Cleveland, Edward Francis Hoban, und der Weihbischof in Cleveland, John Joseph Krol. Die Amtseinführung erfolgte am 25. November 1958.
Am 19. Februar 1962 ernannte ihn Papst Johannes XXIII. zum Erzbischof von Atlanta. Die Amtseinführung fand am 29. März desselben Jahres statt.